# 2010 RN45
2010 RN45, também escrito como 2010 RN45, é um objeto transnetuniano (TNO) que está localizado no Cinturão de Kuiper, uma região do Sistema Solar. Ele possui uma magnitude absoluta de 5,9 e tem um diâmetro com cerca de 291 km. O astrônomo Mike Brown lista este corpo celeste em sua página na internet como um candidato a possível planeta anão.

## Descoberta
2010 RN45 foi descoberto no dia 7 de setembro de 2010 pelos astrônomos D. L. Rabinowitz, M. Schwamb, e S. Tourtellotte.

## Órbita
A órbita de 2010 RN45 tem uma excentricidade de 0,096 e possui um semieixo maior de 39,951 UA. O seu periélio leva o mesmo a uma distância de 36,129 UA em relação ao Sol e seu afélio a 43,773 UA.